# Hóa thân (truyện)
Hoá thân (tiếng Đức: Die Verwandlung) là truyện vừa xuất bản năm 1915 bởi Franz Kafka. Đây được xem là một trong những tác phẩm văn học hư cấu có ảnh hưởng mạnh mẽ nhất thế kỷ 20 và đã được đưa vào chương trình giảng dạy, nghiên cứu ở nhiều trường đại học ở phương Tây. Hoá thân bắt đầu khi Gregor Samsa, một nhân viên bán hàng, thức dậy và thấy mình đã biến hình thành một sinh vật to lớn, giống như côn trùng. Từ đó, Gregor Samsa phải nỗ lực để thích nghi với hình thù mới và cuộc sống mới là gánh nặng cho gia đình anh - họ vì sự hoá thân này mà chết khiếp và trở nên tàn nhẫn cả với chính người thân của mình. Franz Kafka chưa bao giờ giải thích cho sự hoá thân này, cả ở trong hay ngoài tác phẩm.

## Sơ lược cốt truyện

### Phần 1
Một hôm, Gregor Samsa - một người bán hàng, thức dậy và thấy mình biến hình thành một con ungeheures Ungeziefer (con bọ khổng lồ). Hãy còn tưởng đây chỉ là một giấc mơ, anh còn nghĩ ngợi về cuộc đời bán hàng thê lương của mình. Khi nhìn lên đồng hồ, anh nhận ra mình đã ngủ quá giờ nên đã lỡ chuyến tàu đi làm vào sáng sớm và suy nghĩ xem việc này sẽ có hậu quả gì. Gregor tức giận và lo lắng khi nhớ đến ông sếp không bao giờ chấp nhận lời giải thích, trình bày từ bất cứ nhân viên nào, bất kể họ có siêng năng đến đâu. Mẹ của Gregor gõ cửa vì con trai bà đi làm muộn hơn thường ngày, và Gregor trả lời mẹ đủ ngắn để  nhận ra rằng giọng anh đã thay đổi kì lạ, nghe the thé như một con bọ. Em gái Grete của anh thì thào qua cánh cửa gọi anh mở cửa nhưng không phản hồi đâm ra lo. Cả nhà tưởng anh bị ốm nên tất cả đều chạy đến cửa phòng anh. Gregor cố gắng ra khỏi giường nhưng không làm sao nhấc được cơ thể theo ý muốn. Trong lúc đó, nhận ra trưởng phòng và thư ký trưởng đã xuất hiện trước phòng anh (vì Gregor không điểm danh như thường lệ),  anh gọi ra rằng anh đang ra mở cửa.
Viên thư ký, thấy câu trả lời trễ nải của Gregor phiền phức, đã cảnh cáo anh hậu quả chuyện nghỉ làm một bữa và năng suất lao động gần đây của anh không như ý. Gregor phản đối và khăng khăng mình sắp ra mở cửa nhưng không ai bên kia cánh cửa hiểu anh nói gì, cho rằng anh đang bị bệnh rất nặng. Họ còn lo sợ đến mức định gọi thợ khóa đến. Cuối cùng, Gregor cũng mở được cánh cửa bằng miệng của mình và rối rít xin lỗi, thầm muốn mọi người không sợ hình dạng hiện giờ của mình.
Tuy nhiên, hoảng sợ bởi hình thù trước mặt họ, mẹ Gregor ngất xỉu, trưởng phòng chạy biến ra khỏi căn hộ. Gregor chạy theo trưởng phòng nhưng cha anh đã dùng gậy và tờ báo cuốn lại để lùa anh lại vào phòng. Sau đó, Gregor đã vô ý làm mình bị thương trên đường lùi vào, cha anh đóng sầm cửa lại. Phần Gregor thì quá kiệt sức nên đã ngủ thiếp đi.

### Phần 2
Gregor tỉnh lại và nhận ra có ai đã mang sữa và bánh mì vào phòng mình. Thoạt nhiên anh vui vẻ nhưng nhanh chóng nhận ra mình không còn hứng uống sữa, nhưng lại có thể ăn ngon lành đồ ăn thừa đang ôi thiu đi mà cô em gái mang vào ngày hôm sau. Thế là bắt đầu nếp sinh hoạt mới: cô em đem đồ ăn, Gregor trốn dưới cái ghế dài vì lo hình dạng của mình sẽ làm em gái khiếp sợ. Anh nghe ngóng người nhà mình nói gì qua bức tường, thường là chuyện tiền nong vì Gregor không còn có thể làm việc nuôi họ nữa. Trước đó, Gregor đã quyết tâm gửi em gái đi học violin và định bụng thông báo vào dịp Giáng sinh năm đó, trước khi việc biến thân xảy ra. Tuy vậy, khi "cơn ác mộng" xảy ra anh đã không còn là trụ cột gia đình, ước mơ gửi em đi học đổ vỡ, lại không thể lên tiếng, điều này làm anh không còn nghĩ ngợi được gì nhiều. Mẹ Gregor muốn vào thăm con nhưng cha và em Gregor đã ngăn bà lại vì sợ bà lại ngất xỉu lần nữa.
Gregor càng ngày càng quen với thân hình mới của mình. Anh bắt đầu có sở thích leo tường và trần nhà. Nhận ra sở thích mới của anh trai, Grete quyết định bỏ đi một số đồ đạc và thay đổi nội thất căn phòng để anh mình có thêm không gian leo trèo. Cô và mẹ bắt đầu di chuyển đồ đạc đi nhưng Gregor lại thấy đau khổ vì hành động này. Anh cố cứu lấy bức tranh Venus in Furs trên tường thì mẹ anh khi nhìn thấy anh đang treo lủng lẳng đã ngất lịm. Grete gọi tên Gregor—lần đầu tiên ai đó nói thẳng với anh sau cuộc biến hình. Gregor chạy ra khỏi phòng đi vào bếp. Cha anh ném táo liên hồi vào anh và không may, một trái đã trúng chỗ hiểm trên lưng và dính luôn ở đó, khiến Gregor tê liệt suốt một tháng và khiến anh bị chấn thương vĩnh viễn. Gregor quay về phòng mình trong trạng thái bị thương nặng.

### Phần 3
Một buổi tối nọ, bà lao công đã để cửa phòng Gregor mở trong khi những người khách trọ đang ngồi trong phòng khách. Grete được mời chơi đàn violin cho họ, còn Gregor thường tránh gặp mặt với bất cứ ai trong căn hộ thì hôm nay bò ra để nghe em gái đàn. Những người khách trọ sau khi đã biết tay nghề Grete trở nên thất vọng nhưng Gregor thì vẫn chăm chú lắng nghe. Một người khách phát hiện Gregor và tất cả khách đều hoảng hốt. Cha của Gregor cố lùa những vị khách về phòng mình nhưng ba người khách đều phản đối, đoạn tuyên bố họ sẽ chuyển ra ngoài ngay mà không trả tiền trọ vì điều kiện căn hộ quá tồi tàn.
Grete, lúc này đã phát nản chuyện chăm sóc ông anh dị hợm của mình, chợt nhận ra sự tồn tại của Gregor đã thành gánh nặng cho tất cả mọi người trong gia đình. Cô nói cha mẹ mình phải làm sao bỏ cái của nợ là Gregor đi, bằng không tất cả đều sẽ không được yên ổn. Người cha đồng ý, mong Gregor hiểu cho họ và hy vọng anh sẽ tự mình ra đi. Gregor thực chất hiểu tất cả và từ từ quay về phòng mình. Rồi từ đó, quyết tâm cứu rỗi gia đình mình, Gregor đã trút hơi thở cuối cùng.
Khi phát hiện ra Gregor đã chết, cả gia đình ai nấy đều thấy nhẹ nhõm. Người cha đuổi đám khách trọ ra, nhân tiện sa thải luôn bà lao công - người đã thủ tiêu xác của Gregor. Cả nhà họ bắt chuyến xe về đồng quê chơi, và trên đường họ bàn bạc chuyện tiền nong. Họ quyết định dọn đến ở một căn hộ nhỏ hơn để tiết kiệm tiền, vì họ không thể làm vậy khi Gregor còn sống. Trong chuyến đi ngắn ngủi này, ông bà Samsa nhận ra cô con gái Grete của mình, dù khó khăn gian khổ, đã trưởng thành thành một cô gái xinh đẹp. Họ còn nghĩ đến việc chọn chồng cho cô.

## Nhân vật

### Gregor Samsa
Gregor là nhân vật chính của truyện. Anh làm nghề bán hàng để nuôi gia đình. Sáng một ngày nọ, Gregor đã biến thân thành một con bọ. Sau khi biến hình, Gregor không còn khả năng lao động, buộc các thành viên khác phải tự thân làm việc.
Cái tên "Gregor Samsa" xuất phát từ những tác phẩm văn học mà Kafka từng đọc. Truyện chàng trai trẻ Renate Fuchs của nhà văn Đức-Do Thái Jakob Wassermann (1873–1934) là chính một kiểu người như Gregor Samsa. Tác giả Leopold von Sacher-Masoch cũng có tầm ảnh hưởng đến Kafka. Trong truyện Venus in Furs của ông, có lúc mà nhân vật chính phải sử dụng tên Gregor. Trong Hoá thân, Venus in Furs xuất hiện dưới hình thức là một bức tranh Gregor Samsa treo trên tường phòng ngủ. Chữ "Samsa" cũng giống "Kafka" về cách cấu tạo nguyên âm - phụ âm (chữ S đứng thứ nhất và bốn trong "Samsa", giống như chữ K trong Kafka; ở hai chữ, chữ A cùng đứng vị trí thứ hai và năm)

### Grete Samsa
Grete là em gái của Gregor Samsa. Cô trở thành người săn sóc anh trai mình sau khi anh bị biến thân thành bọ. Khi Gregor còn là con người, hai anh em rất gần gũi, quan tâm yêu thương nhau. Sau khi Gregor biến thân, tình anh em nhanh chóng phai nhoà. Thoạt đầu, Grete còn tình nguyện săn sóc anh trai và lau dọn phòng cho anh, nhưng về sau, càng ngày cô càng kinh tởm hình thù của anh trai và chỉ mong rời phòng Gregor cho nhanh vì ghê sợ.
Cô có ước mơ được đi học ở nhạc viện, ước mơ mà Gregor đã định biến nó hành hiện thức. Gregor còn định tuyên bố dự định của mình vào hôm Giáng sinh. Khi Gregor không còn đi làm nữa, cô bắt đầu làm công việc bán hàng.

### Ông Samsa
Ông Samsa là cha của Gregor và Grete. Sau khi Gregor biến thân và không còn khả năng chu cấp cho gia đình, ông phải trở lại làm việc để phụ giúp gia đình. Thái độ của ông đối với con trai vô cùng tàn nhẫn: ông khinh rẻ, thô bạo với Gregor và thậm chí, có thể là sợ hãi anh. Ông Samsa được cho là dựa trên hình mẫu cha của Kafka. 

### Bà Samsa
Bà Samsa là mẹ của Gregor và Grete. Thoạt đầu bà bị choáng váng trước sự biến hình của Gregor. Dẫu vậy, bà vẫn muốn vào phòng con trai song hoá ra nó lại vượt quá sức chịu đựng của bà. Thái độ của bà là sự mâu thuẫn giữa bản năng làm mẹ, sự cảm thông cho con và nỗi sợ hãi, ghê sợ hình hài mới của Gregor Samsa.

## Dịch thuật
Các dịch giả thường dịch từ Ungeziefer là côn trùng, nhưng thực ra không hẳn vậy. Trong nhóm tiếng Đức Cao Trung, Ungeziefer có nghĩa là "con vật chưa thanh tẩy, không hợp để hiến tế". và tục được dùng với nghĩa là bọ – một từ chung chung, không mang tính học thuật như côn trùng. Kafka không có ý cho Gregor là một con gì cụ thể, thay vào đó, chỉ muốn truyền tải nỗi khiếp sợ của Gregor trước sự biến thân của mình.
Tuy vậy trong lá thư gửi nhà xuất bản của mình ngày 25 tháng 10 năm 1915 bày tỏ mối quan ngại về hình bìa cho ấn bản đầu tiên, Kafka đã sử dụng từ "côn trùng".
"Không nên vẽ con côn trùng vào. Thậm chí không được cho ai thấy nó từ xa."
Ungeziefer có lúc được dịch là "gián", "bọ hung", "bọ cánh cứng", và nhiều từ chuyên biệt khác. Từ "bọ hung" (Mistkäfer) thực chất được bà lao công sử dụng ở gần cuối truyện nhưng không xuất hiện trong lời dẫn. Ungeziefer ám chỉ sự cách biệt giữa Gregor và môi trường quanh anh: anh không sạch sẽ, nên anh phải bị cách ly.
Vladimir Nabokov, nhà văn, nhà phê bình văn học đồng thời cũng là một người nghiên cứu bướm, khẳng định Gregor Samsa không phải là một con gián, mà là một con bọ có cánh dưới lớp vỏ và có khả năng bay. Nabokov đã vẽ phác hoạ với ghi chú "chỉ dài hơn ba feet" ở trang đầu cuốn sách giảng dạy tiếng Anh của mình. Trong phần ghi chú về bài giảng đi kèm, Nabokov thảo luận Gregor đã bị biến hình thành con côn trùng nào và kết luận "Gregor chính xác ra không phải một con bọ hung. Anh ta chỉ là một con bọ cánh cứng lớn thôi."

## Các chủ đề chính[7]

### Sự chế ngự của đồng tiền
Trước khi biến thân, Gregor là người duy nhất lao động và kiếm tiền nuôi cả nhà. Gia đình anh không thực sự xem anh là thành viên mà giống như nguồn thu nhập hơn. Khi Gregor không còn khả năng lao động, cả gia đình nháo nhào và gần như không còn chút tôn trọng nào dành cho anh bất chấp việc anh đã từng làm việc cật lực để chu cấp cho họ. Và như thế, anh bị khinh rẻ, đối xử thô bạo và bị bỏ mặc. Khi nhà Samsa bắt đầu làm việc, họ khó để liên lạc với nhau hơn. Họ ăn tối trong im lặng và cãi vã nhau chuyện tiền nong. Điểm mấu chốt ở đây là, những mệt mỏi từ công việc cộng với việc con người chỉ được coi trọng khi họ làm ra tiền khiến cho ai lao động cũng trở nên xa cách và khó lòng thiết lập quan hệ với người khác.

### Nghĩa vụ với gia đình
Gregor căm ghét công việc của mình nhưng vẫn làm vì nghĩa vụ với gia đình. Sau khi Gregor biến thân, gia đình anh chỉ chăm sóc anh cầm chừng, đủ để anh còn sống và nhốt anh trong phòng. Nhưng đến cuối cùng, phòng anh chẳng ai chịu dọn và cô em gái thậm chí không quan tâm đến việc đem gì cho anh trai ăn, làm cốt để cho xong "nghĩa vụ". Khi không thể chịu đựng hơn nữa, cô tuyên bố gia đình đã làm xong nghĩa vụ với Gregor, do đó nên tống khứ anh đi. 

### Sự xa lạ
Trước khi biến thân, Gregor xa lạ với công việc, nhân cách, gia đình và cả cơ thể của mình (hầu như không nhận ra bản thân đã biến hình). Cuối cùng, việc quan tâm gia đình mình cũng trở thành thứ gì đó xa lạ với Gregor. Sau khi biến thân, Gregor cảm thấy lạc lõng trong căn phòng mình và thế giới xung quanh. Vì thế, anh không còn thấy được con phố ngoài cửa sổ. Hoá thân đã chỉ ra sự xa lạ, lạc lõng do trật tự xã hội hiện đại đem đến. 

### Cảm giác tội lỗi
Cảm giác tội lỗi là cảm giác rõ ràng nhất ở Gregor. Khi không còn lao động được thì dù không phải lỗi của anh, anh cảm thấy tội lỗi mỗi khi gia đình nhắc đến tiền và đau đớn khi mình đã không còn có thể chu cấp cho họ. Đến cuối truyện, anh chết cũng chỉ vì thấy tội lỗi vì mình là gánh nặng cho gia đình. 

### Cầm tù và giải thoát
Gregor vì muốn trả hết nợ cho gia đình mà làm việc, nhưng anh có mơ đến một ngày nợ trả hết, còn anh thì nghỉ công việc đáng ghét. Việc hoá thân hoá ra lại là phương tiện giải thoát anh khỏi công việc. Nhưng sự giải thoát này cũng không đem lại tự do cho Gregor. Trước anh bị cầm tù bởi công việc, sau thì bị cầm tù trong phòng bởi chính gia đình mình. Anh luôn là một tên nô lệ không hơn không kém. Thứ thực sự giải thoát anh hoá ra lại chính là cái chết. 

### Đánh mất nhân dạng
Trong căn phòng chỉ có một mình, Gregor cố gắng tìm lại nhân dạng mình đã đánh mất khi sống hoàn toàn cho người khác và bỏ mặc bản thân. Tuy vậy, anh không thể chạy trốn khỏi thứ mà anh xem là nghĩa vụ với gia đình, và do đó, dốc hết sức để không gây phiền toái cho gia đình. Dù những suy nghĩ của anh đã thấp thoáng sự oán trách cách gia đình đối xử anh, anh cũng không cho phép mình nhận ra điều đó. Ở chương cuối, cuối cùng anh đã tự nhận ra rằng gia đình đã bỏ rơi anh, điều mà anh luôn phủ nhận trước đó. Quá trình tìm kiếm nhân dạng của Gregor là vô vọng vì ngay từ đầu, anh không hề có nhân dạng nào cả. Khi nghe em gái đàn và nhớ lại ước mơ ngày xưa, anh được gợi nhắc lại tình yêu dành cho gia đình mình. Tình yêu ấy, cùng sự tự do, là những gì Gregor cần để xác lập lại danh tính của mình. 